# Грабитель (телесериал)
«Грабитель» — будущий российский детективный телесериал режиссёра Дмитрия Коробкина. Производство «Киностудии КИТ» и Кинокомпании «ЯрСинема» по заказу телеканала «НТВ». Главную роль сыграл Антон Васильев.

## Актёры и роли
| Актёр            | Роль                                |
| ---------------- | ----------------------------------- |
| Антон Васильев   | Глебов оперативник, сотрудник ОБЭП  |
| Дмитрий Колчин   | Борискин владелец банка             |
| Олег Каменщиков  | Зёма криминальный авторитет         |
| Юлия Агафонова   | имя персонажа станет известно позже |
| Елена Бирюкова   | имя персонажа станет известно позже |
| Ирина Крючкова   | Алина Глебова                       |
| Валерия Моисеева | имя персонажа станет известно позже |
| Андрей Бутин     | имя персонажа станет известно позже |
| Арсений Багиров  | имя персонажа станет известно позже |

## Производство
Съёмки проекта стартовали 18 июля 2023 года в Ярославле и завершились 8 ноября 2023 года.
Премьера cериала на канале НТВ запланирована на 2025 год.